# جوردن توماس
جوردن توماس (به انگلیسی: Jordan Thomas؛ زاده ۱۰ مارس ۱۹۹۲) کاراته‌کای انگلیسی است. وی اولین قهرمان انگلیسی جهان در مسابقات کاراته قهرمانی جهان طی ۱۲ سال است که پیش از او پل نیوبی این عنوان را بدست آورده‌بود. جوردن همچنین اولین فینالیست بازیهای جهانی بریتانیا در طول ۱۶ سال است. آخرین بار جیسون لدگیستر به این مرحله رسیده‌بود. او بعد از لئون والترز، توانست بعد از ۸ سال دوباره قهرمانی کاراته اروپا را برای انگلیس کسب کند. وی فرزند ویلیام توماس است که در سال ۱۹۹۲ در مسابقات جهانی کاراته قهرمان شد.

## حرفه
بعد از آموزش دیدن در فدراسیون کاراته مرکزی کایزن، جوردن در ۶۷- کیلوگرم پس از شکست دادن علی‌اف نیازی از جمهوری آذربایجان در بازی نهایی، قهرمان جوانان اروپا در سال ۲۰۱۴ در تامپره، فنلاند شد.
توماس در مسابقات کاراته قهرمانی جهان ۲۰۱۶ که در لینتس، اتریش برگزار شد در کومیته ۶۷- کیلوگرم مدال طلا گرفت.